# Station Saubusse-les-Bains
Station Saubusse-les-Bains is een spoorwegstation in de Franse gemeente Saubusse.